# Georgi Popov
Georgi Dimitrov Popov (em búlgaro:  Георги Димитров Попов) (Plovdiv, 14 de julho de 1944 – 9 de março de 2024) foi um futebolista búlgaro que atuou como meia.

## Carreira
Popov jogou pelo Botev Plovdiv de 1961 a 1975, com o qual conquistou a Copa da Bulgária em 1962, o campeonato nacional em 1967 e a Taça dos Bálcãs em 1972.
Fez parte do elenco da Seleção Búlgara da Copa do Mundo de 1970.

## Morte
Popov morreu em 9 de março de 2024, aos 79 anos.